# Котва (торговый центр)
Торговый центр «Котва» (чеш. Obchodní dům Kotva) — торговый центр в Праге на Площади Республики в самом центре города. Он может обслуживать до 75 000 посетителей в день. Название происходит от старейшего здания неподалёку. 
Закрыт на реконструкцию с 1 февраля 2024 г.
Прямо напротив него находится другой торговый центр — «Palladium».

## Место
Когда-то на месте, где сейчас расположен торговый центр, находилась романская церковь святого Бенедикта. К середине XIII века на этом месте была крепость комтура тевтонских рыцарей, которая была связана с фортификациями Старого Города. В XVII веке премонстранты со Страговского монастыря создали в этой местности университетский городок Норбертинума, и здесь была построена барочная церковь по чертежам Доменико Орси. Церковь была снесена в конце XVIII века для постройки на её месте Института благородных девиц Нового города. Перед строительством нового торгового центра ценные архитектурные сооружения XIX и XX веков были уничтожены. Из-за большой спешки в строительстве значительные археологические зоны были утеряны.

## Строительство
Сооружение торгового центра «Котва» продолжалось с 1970 по 1975-й год. Архитекторами здания были супруги Вера Махонинова и Владимир Махонин. Работы по строительству были проведены шведской компанией «SIAB», что было очень необычным для того времени. План здания состоит из 28-ми переплетённых шестиугольников, с полезной площадью в 22 000 м2. В торговом центре имеется пять этажей над землёй, ещё столько же под землёй (для автопарковки и супермаркета), десять эскалаторов (два блока по пять эскалаторов). Этот торговый центр должен был стать символом достатка и богатства социализма. На момент открытия это был крупнейший торговый центр в Чехословакии и пятый крупнейший в Европе. Но даже «Котва», который должен был стать символом силы социализма, не избежал проблем с поставками продукции, что показало наоборот неэффективность социалистической экономики. До 1990-х торговый центр продавал различные товары, сейчас он фокусируется в основном на одежде и модных изделиях.

## Статус памятника архитектуры
В 2007 году историк архитектуры Ростислав Шваха предложил Министерству культуры Чехии внести здание торгового центра в список культурного наследия, поскольку оно является образцом высококачественной чешской архитектуры первой половины 1970-х, а её художественно-дизайнерская концепция сочетает несколько направлений в послевоенной мировой архитектуре. Подобный стиль также использовал американский архитектор-новатор Фрэнк Ллойд Райт в межвоенное время. Запрос Ростислава Швахи был отклонён.
Новый запрос был подан в 2016 году, на этот раз успешно, и с апреля 2019 года здание торгового центра является памятником культуры Чехии.

## Галерея
- Первый этаж торгового центра
- Стены здания
- Здание, в котором торговый центр «Котва» находился ранее